# Dead Boys (singolo)
Dead Boys è un singolo del musicista britannico Sam Fender, pubblicato il 14 agosto 2018.

## Video musicale
Il video musicale è stato diretto da Vincent Haycock.

## Tracce
1. Dead Boys – 3:25